# Critérium du Dauphiné 2025
Critérium du Dauphiné 2025 – 77. edycja wyścigu kolarskiego Critérium du Dauphiné, która odbyła się w dniach od 8 do 15 czerwca 2025 na liczącej ponad 1199 kilometrów trasie składającej się z 8 etapów i biegnącej z Domérat do masywu Mont-Cenis. Impreza kategorii 2.UWT była częścią UCI World Tour 2025.

## Etapy
| Etap | Data   | Start – Meta                    | type                       | Dystans (km) | Suma wzniesień (m) | Zwycięzca etapu | Lider           |
| ---- | ------ | ------------------------------- | -------------------------- | ------------ | ------------------ | --------------- | --------------- |
| 1    | 8 cze  | Domérat – Montluçon             | pagórkowaty                | 195,8        | 2279 m             | Tadej Pogačar   | Tadej Pogačar   |
| 2    | 9 cze  | Prémilhat – Issoire             | pagórkowaty                | 204,6        | 2813 m             | Jonathan Milan  | Jonathan Milan  |
| 3    | 10 cze | Brioude – Charantonnay          | pagórkowaty                | 207,2        | 3036 m             | Iván Romeo      | Iván Romeo      |
| 4    | 11 cze | Charmes-sur-Rhône – Saint-Péray | jazda indywidualna na czas | 17,4         | 214 m              | Remco Evenepoel | Remco Evenepoel |
| 5    | 12 cze | Saint-Priest – Mâcon            | pagórkowaty                | 183          | 1705 m             | Jake Stewart    | Remco Evenepoel |
| 6    | 13 cze | Valserhône – Combloux           | górzysty                   | 126,7        | 2485 m             | Tadej Pogačar   | Tadej Pogačar   |
| 7    | 14 cze | Grand-Aigueblanche – Valmeinier | górski                     | 131,6        | 4815 m             | Tadej Pogačar   | Tadej Pogačar   |
| 8    | 15 cze | Val-d'Arc – Mont-Cenis (masyw)  | górski                     | 133,3        | 3531 m             | Lenny Martinez  | Tadej Pogačar   |

## Uczestnicy

### Drużyny
| WorldTeams (18)- Alpecin-Deceuninck - Arkéa-B&B Hotels - Bahrain-Victorious - Cofidis - Decathlon AG2R La Mondiale Team - EF Education-EasyPost - Groupama-FDJ - Ineos Grenadiers - Intermarché-Wanty - Lidl-Trek - Movistar Team - Red Bull-BORA-hansgrohe - Soudal Quick-Step - Team Jayco AlUla - Team Picnic-PostNL - Team Visma \| Lease a Bike - UAE Team Emirates XRG - XDS Astana Team ProTeams (4)- Israel-Premier Tech - Team TotalEnergies - Tudor Pro Cycling Team - Uno-X Mobility |
| |

### Lista startowa
| Red Bull-Bora-Hansgrohe RBH                       | Red Bull-Bora-Hansgrohe RBH   | Red Bull-Bora-Hansgrohe RBH |
| ------------------------------------------------- | ----------------------------- | --------------------------- |
| Nr                                                | Kolarz                        | Miejsce                     |
| 1                                                 | Maxim Van Gils (BEL)          | 29.                         |
| 2                                                 | Finn Fisher-Black (NZL) (ITT) | 16.                         |
| 3                                                 | Alexander Hajek (AUT) (szosa) | 65.                         |
| 4                                                 | Florian Lipowitz (GER)        | 3.                          |
| 5                                                 | Laurence Pithie (NZL)         | 57.                         |
| 6                                                 | Mick van Dijke (NED)          | 111.                        |
| 7                                                 | Ben Zwiehoff (GER)            | 36.                         |
| Dyrektor sportowy : Bernhard Eisel, Roger Hammond |                               |                             |

| Team Visma \| Lease a Bike TVL                      | Team Visma \| Lease a Bike TVL | Team Visma \| Lease a Bike TVL |
| --------------------------------------------------- | ------------------------------ | ------------------------------ |
| Nr                                                  | Kolarz                         | Miejsce                        |
| 11                                                  | Jonas Vingegaard (DEN)         | 2.                             |
| 12                                                  | Victor Campenaerts (BEL)       | 72.                            |
| 13                                                  | Per Strand Hagenes (NOR)       | 78.                            |
| 14                                                  | Matteo Jorgenson (USA)         | 6.                             |
| 15                                                  | Sepp Kuss (USA)                | 13.                            |
| 16                                                  | Ben Tulett (GBR)               | 12.                            |
| 17                                                  | Attila Valter (HUN) (szosa)    | 110.                           |
| Dyrektor sportowy : Grischa Niermann, Frans Maassen |                                |                                |

| UAE Team Emirates XRG UAD                          | UAE Team Emirates XRG UAD      | UAE Team Emirates XRG UAD |
| -------------------------------------------------- | ------------------------------ | ------------------------- |
| Nr                                                 | Kolarz                         | Miejsce                   |
| 21                                                 | Tadej Pogačar (SLO) (szosa)    | 1.                        |
| 22                                                 | Jhonatan Narváez (ECU) (szosa) | 41.                       |
| 23                                                 | Domen Novak (SLO) (szosa)      | DNF-8                     |
| 24                                                 | Nils Politt (GER)              | 55.                       |
| 25                                                 | Pawieł Siwakow (FRA)           | 27.                       |
| 26                                                 | Marc Soler (ESP)               | 88.                       |
| 27                                                 | Tim Wellens (BEL)              | 38.                       |
| Dyrektor sportowy : Andrej Hauptman, Marco Marzano |                                |                           |

| Ineos Grenadiers IGD                                  | Ineos Grenadiers IGD   | Ineos Grenadiers IGD |
| ----------------------------------------------------- | ---------------------- | -------------------- |
| Nr                                                    | Kolarz                 | Miejsce              |
| 31                                                    | Carlos Rodríguez (ESP) | 9.                   |
| 32                                                    | Tobias Foss (NOR)      | 45.                  |
| 33                                                    | Axel Laurance (FRA)    | 59.                  |
| 34                                                    | Michael Leonard (CAN)  | 70.                  |
| 35                                                    | Óscar Rodríguez (ESP)  | 86.                  |
| 36                                                    | Magnus Sheffield (USA) | 71.                  |
| 37                                                    | Samuel Watson (GBR)    | 102.                 |
| Dyrektor sportowy : Oliver Cookson, Kurt Asle Arvesen |                        |                      |

| Soudal Quick-Step SOQ                              | Soudal Quick-Step SOQ        | Soudal Quick-Step SOQ |
| -------------------------------------------------- | ---------------------------- | --------------------- |
| Nr                                                 | Kolarz                       | Miejsce               |
| 41                                                 | Remco Evenepoel (BEL)        | 4.                    |
| 42                                                 | Pascal Eenkhoorn (NED)       | DNF-5                 |
| 43                                                 | Valentin Paret-Peintre (FRA) | 51.                   |
| 44                                                 | Casper Pedersen (DEN)        | DNF-8                 |
| 45                                                 | Pepijn Reinderink (NED)      | 122.                  |
| 46                                                 | Maximilian Schachmann (GER)  | 63.                   |
| 47                                                 | Louis Vervaeke (BEL)         | DNF-5                 |
| Dyrektor sportowy : Klaas Lodewyck, Dries Devenyns |                              |                       |

| Bahrain Victorious TBV                              | Bahrain Victorious TBV  | Bahrain Victorious TBV |
| --------------------------------------------------- | ----------------------- | ---------------------- |
| Nr                                                  | Kolarz                  | Miejsce                |
| 51                                                  | Lenny Martinez (FRA)    | 28.                    |
| 52                                                  | Santiago Buitrago (COL) | DNF-8                  |
| 53                                                  | Kamil Gradek (POL)      | DNF-6                  |
| 54                                                  | Jack Haig (AUS)         | 30.                    |
| 55                                                  | Robert Stannard (AUS)   | 105.                   |
| 56                                                  | Torstein Træen (NOR)    | 25.                    |
| 57                                                  | Fred Wright (GBR)       | 79.                    |
| Dyrektor sportowy : Neil Stephens, Xavier Florencio |                         |                        |

| Lidl-Trek LTK                                     | Lidl-Trek LTK                       | Lidl-Trek LTK |
| ------------------------------------------------- | ----------------------------------- | ------------- |
| Nr                                                | Kolarz                              | Miejsce       |
| 61                                                | Jonathan Milan (ITA)                | 113.          |
| 62                                                | Julien Bernard (FRA)                | 67.           |
| 63                                                | Simone Consonni (ITA)               | 117.          |
| 64                                                | Amanuel Ghebreigzabhier (ERI) (ITT) | 126.          |
| 65                                                | Toms Skujiņš (LAT)                  | 35.           |
| 66                                                | Jasper Stuyven (BEL)                | 76.           |
| 67                                                | Edward Theuns (BEL)                 | 119.          |
| Dyrektor sportowy : Steven De Jongh, Grégory Rast |                                     |               |

| Decathlon-AG2R La Mondiale DAT                   | Decathlon-AG2R La Mondiale DAT | Decathlon-AG2R La Mondiale DAT |
| ------------------------------------------------ | ------------------------------ | ------------------------------ |
| Nr                                               | Kolarz                         | Miejsce                        |
| 71                                               | Clément Berthet (FRA)          | 24.                            |
| 72                                               | Bruno Armirail (FRA)           | 21.                            |
| 73                                               | Jordan Labrosse (FRA)          | 91.                            |
| 74                                               | Oliver Naesen (BEL)            | 116.                           |
| 75                                               | Aurélien Paret-Peintre (FRA)   | 34.                            |
| 76                                               | Paul Seixas (FRA)              | 8.                             |
| 77                                               | Bastien Tronchon (FRA)         | 53.                            |
| Dyrektor sportowy : Sébastien Joly, Cyril Dessel |                                |                                |

| XDS Astana Team XAT                               | XDS Astana Team XAT            | XDS Astana Team XAT |
| ------------------------------------------------- | ------------------------------ | ------------------- |
| Nr                                                | Kolarz                         | Miejsce             |
| 81                                                | Sergio Higuita (COL)           | 22.                 |
| 82                                                | Jewgienij Fiodorow (KAZ) (ITT) | 114.                |
| 83                                                | Henok Mulubrhan (ERI) (szosa)  | 68.                 |
| 84                                                | Harold Tejada (COL)            | DNF-5               |
| 85                                                | Darren van Bekkum (NED)        | 47.                 |
| 86                                                | Simone Velasco (ITA)           | 69.                 |
| 87                                                | Nicolas Winokurow (KAZ)        | DNS-4               |
| Dyrektor sportowy : Dmitrij Fofonow, Mark Renshaw |                                |                     |

| EF Education-EasyPost EFE                           | EF Education-EasyPost EFE | EF Education-EasyPost EFE |
| --------------------------------------------------- | ------------------------- | ------------------------- |
| Nr                                                  | Kolarz                    | Miejsce                   |
| 91                                                  | Ben Healy (IRL)           | 37.                       |
| 92                                                  | Alex Baudin (FRA)         | 42.                       |
| 93                                                  | Esteban Chaves (COL)      | 20.                       |
| 94                                                  | Alastair MacKellar (AUS)  | 127.                      |
| 95                                                  | Lukas Nerurkar (GBR)      | 62.                       |
| 96                                                  | Archie Ryan (IRL)         | DNF-8                     |
| 97                                                  | Michael Valgren (DEN)     | 40.                       |
| Dyrektor sportowy : Charles Wegelius, Andreas Klier |                           |                           |

| Movistar Team MOV                                     | Movistar Team MOV       | Movistar Team MOV |
| ----------------------------------------------------- | ----------------------- | ----------------- |
| Nr                                                    | Kolarz                  | Miejsce           |
| 101                                                   | Enric Mas (ESP)         | 7.                |
| 102                                                   | Jorge Arcas (ESP)       | 89.               |
| 103                                                   | Ruben Guerreiro (POR)   | 61.               |
| 104                                                   | Michel Heßmann (GER)    | 77.               |
| 105                                                   | Gregor Mühlberger (AUT) | 16.               |
| 106                                                   | Antonio Pedrero (ESP)   | 80.               |
| 107                                                   | Iván Romeo (ESP)        | 39.               |
| Dyrektor sportowy : José Joaquín Rojas, Xabier Muriel |                         |                   |

| Alpecin-Deceuninck ADC                                    | Alpecin-Deceuninck ADC      | Alpecin-Deceuninck ADC |
| --------------------------------------------------------- | --------------------------- | ---------------------- |
| Nr                                                        | Kolarz                      | Miejsce                |
| 111                                                       | Mathieu van der Poel (NED)  | 58.                    |
| 112                                                       | Tobias Bayer (AUT)          | 106.                   |
| 113                                                       | Lars Boven (NED)            | DNF-6                  |
| 114                                                       | Michael Gogl (AUT)          | 120.                   |
| 115                                                       | Xandro Meurisse (BEL)       | 50.                    |
| 116                                                       | Johan Price-Pejtersen (DEN) | DNF-5                  |
| 117                                                       | Gianni Vermeersch (BEL)     | 121.                   |
| Dyrektor sportowy : Christoph Roodhooft, Frederik Willems |                             |                        |

| Uno-X Mobility UXM                                                      | Uno-X Mobility UXM               | Uno-X Mobility UXM |
| ----------------------------------------------------------------------- | -------------------------------- | ------------------ |
| Nr                                                                      | Kolarz                           | Miejsce            |
| 121                                                                     | Tobias Halland Johannessen (NOR) | 5.                 |
| 122                                                                     | Magnus Cort Nielsen (DEN)        | 118.               |
| 123                                                                     | Stian Fredheim (NOR)             | 104.               |
| 124                                                                     | Markus Hoelgaard (NOR) (szosa)   | 73.                |
| 125                                                                     | Andreas Kron (DEN)               | DNS-6              |
| 126                                                                     | Andreas Leknessund (NOR)         | 33.                |
| 127                                                                     | Søren Wærenskjold (NOR) (ITT)    | 128.               |
| Dyrektor sportowy : Stig Kristiansen, Gabriel Rasch, Christian Andersen |                                  |                    |

| Groupama-FDJ GFC                                        | Groupama-FDJ GFC                | Groupama-FDJ GFC |
| ------------------------------------------------------- | ------------------------------- | ---------------- |
| Nr                                                      | Kolarz                          | Miejsce          |
| 131                                                     | Guillaume Martin-Guyonnet (FRA) | 10.              |
| 132                                                     | Clément Braz Afonso (FRA)       | 23.              |
| 133                                                     | Rémi Cavagna (FRA)              | 81.              |
| 134                                                     | Rudy Molard (FRA)               | DNS-7            |
| 135                                                     | Paul Penhoët (FRA)              | 95.              |
| 136                                                     | Brieuc Rolland (FRA)            | 44.              |
| 137                                                     | Clément Russo (FRA)             | 100.             |
| Dyrektor sportowy : Benoît Vaugrenard, Frédéric Guesdon |                                 |                  |

| Israel-Premier Tech IPT                             | Israel-Premier Tech IPT | Israel-Premier Tech IPT |
| --------------------------------------------------- | ----------------------- | ----------------------- |
| Nr                                                  | Kolarz                  | Miejsce                 |
| 141                                                 | Jake Stewart (GBR)      | DNF-8                   |
| 142                                                 | Pascal Ackermann (GER)  | DNF-5                   |
| 143                                                 | Guillaume Boivin (CAN)  | 112.                    |
| 144                                                 | Matis Louvel (FRA)      | 101.                    |
| 145                                                 | Aleksiej Łucenko (KAZ)  | 17.                     |
| 146                                                 | Krists Neilands (LAT)   | 82.                     |
| 147                                                 | Nadav Raisberg (ISR)    | 123.                    |
| Dyrektor sportowy : Rene Mandri, Alexander Cataford |                         |                         |

| Team Picnic-PostNL TPP                                | Team Picnic-PostNL TPP        | Team Picnic-PostNL TPP |
| ----------------------------------------------------- | ----------------------------- | ---------------------- |
| Nr                                                    | Kolarz                        | Miejsce                |
| 151                                                   | Romain Bardet (FRA)           | 26.                    |
| 152                                                   | Romain Combaud (FRA)          | 83.                    |
| 153                                                   | Chris Hamilton (AUS)          | 54.                    |
| 154                                                   | Bjoern Koerdt (GBR)           | 99.                    |
| 155                                                   | Enzo Leijnse (NED)            | 125.                   |
| 156                                                   | Juan Guillermo Martínez (COL) | 60.                    |
| 157                                                   | Max Poole (GBR)               | DNF-6                  |
| Dyrektor sportowy : Philip West, Christian Guiberteau |                               |                        |

| Team Jayco AlUla JAY                             | Team Jayco AlUla JAY          | Team Jayco AlUla JAY |
| ------------------------------------------------ | ----------------------------- | -------------------- |
| Nr                                               | Kolarz                        | Miejsce              |
| 161                                              | Edward Dunbar (IRL) (ITT)     | 19.                  |
| 162                                              | Koen Bouwman (NED)            | 75.                  |
| 163                                              | Alessandro De Marchi (ITA)    | DNF-6                |
| 164                                              | Anders Foldager (DEN)         | 87.                  |
| 165                                              | Asbjørn Hellemose (DEN)       | 32.                  |
| 166                                              | Michael Hepburn (AUS)         | DNS-5                |
| 167                                              | Christopher Juul-Jensen (DEN) | 84.                  |
| Dyrektor sportowy : Steve Cummings, Rafael Valls |                               |                      |

| Cofidis COF                                            | Cofidis COF            | Cofidis COF |
| ------------------------------------------------------ | ---------------------- | ----------- |
| Nr                                                     | Kolarz                 | Miejsce     |
| 171                                                    | Emanuel Buchmann (GER) | 11.         |
| 172                                                    | Oliver Knight (GBR)    | DNF-3       |
| 173                                                    | Paul Ourselin (FRA)    | 115.        |
| 174                                                    | Ludovic Robeet (BEL)   | DNF-8       |
| 175                                                    | Dylan Teuns (BEL)      | 90.         |
| 176                                                    | Benjamin Thomas (FRA)  | 96.         |
| 177                                                    | Hugo Toumire (FRA)     | DNF-1       |
| Dyrektor sportowy : Bingen Fernández, Jean-Luc Jonrond |                        |             |

| Intermarché-Wanty IWA                                         | Intermarché-Wanty IWA | Intermarché-Wanty IWA |
| ------------------------------------------------------------- | --------------------- | --------------------- |
| Nr                                                            | Kolarz                | Miejsce               |
| 181                                                           | Louis Meintjes (RSA)  | 18.                   |
| 182                                                           | Louis Barré (FRA)     | 31.                   |
| 183                                                           | Kamiel Bonneu (BEL)   | DNF-6                 |
| 184                                                           | Dries De Pooter (BEL) | 109.                  |
| 185                                                           | Hugo Page (FRA)       | 108.                  |
| 186                                                           | Tom Paquot (BEL)      | 124.                  |
| 187                                                           | Dion Smith (NZL)      | DNS-7                 |
| Dyrektor sportowy : Pieter Vanspeybrouck, Sébastien Demarbaix |                       |                       |

| Arkéa-B&B Hotels ARK                              | Arkéa-B&B Hotels ARK     | Arkéa-B&B Hotels ARK |
| ------------------------------------------------- | ------------------------ | -------------------- |
| Nr                                                | Kolarz                   | Miejsce              |
| 191                                               | Anthony Delaplace (FRA)  | 93.                  |
| 192                                               | Victor Guernalec (FRA)   | 107.                 |
| 193                                               | Thibault Guernalec (FRA) | 66.                  |
| 194                                               | Michel Ries (LUX)        | 49.                  |
| 195                                               | Louis Rouland (FRA)      | DNF-6                |
| 196                                               | Pierre Thierry (FRA)     | 98.                  |
| 197                                               | Clément Venturini (FRA)  | 74.                  |
| Dyrektor sportowy : Yvon Ledanois, Laurent Pichon |                          |                      |

| Tudor Pro Cycling Team TUD                     | Tudor Pro Cycling Team TUD   | Tudor Pro Cycling Team TUD |
| ---------------------------------------------- | ---------------------------- | -------------------------- |
| Nr                                             | Kolarz                       | Miejsce                    |
| 201                                            | Mathys Rondel (FRA)          | 15.                        |
| 202                                            | Jacob Eriksson (SWE) (szosa) | DNF-3                      |
| 203                                            | Lucas Eriksson (SWE)         | 94.                        |
| 204                                            | Roland Thalmann (SUI)        | 85.                        |
| 205                                            | Matteo Trentin (ITA)         | DNS-7                      |
| 206                                            | Fabian Weiss (SUI)           | 92.                        |
| 207                                            | Hannes Wilksch (GER)         | 43.                        |
| Dyrektor sportowy : Claudio Cozzi, Bruno Pires |                              |                            |

| Team TotalEnergies TEN                          | Team TotalEnergies TEN   | Team TotalEnergies TEN |
| ----------------------------------------------- | ------------------------ | ---------------------- |
| Nr                                              | Kolarz                   | Miejsce                |
| 211                                             | Anthony Turgis (FRA)     | 97.                    |
| 212                                             | Mathieu Burgaudeau (FRA) | 56.                    |
| 213                                             | Fabien Doubey (FRA)      | 52.                    |
| 214                                             | Émilien Jeannière (FRA)  | DNF-8                  |
| 215                                             | Jordan Jegat (FRA)       | 14.                    |
| 216                                             | Pierre Latour (FRA)      | 48.                    |
| 217                                             | Mattéo Vercher (FRA)     | 103.                   |
| Dyrektor sportowy : Cyril Lemoine, Thibaut Macé |                          |                        |

| Red Bull-Bora-Hansgrohe RBH                       | Red Bull-Bora-Hansgrohe RBH   | Red Bull-Bora-Hansgrohe RBH |
| ------------------------------------------------- | ----------------------------- | --------------------------- |
| Nr                                                | Kolarz                        | Miejsce                     |
| 1                                                 | Maxim Van Gils (BEL)          | 29.                         |
| 2                                                 | Finn Fisher-Black (NZL) (ITT) | 16.                         |
| 3                                                 | Alexander Hajek (AUT) (szosa) | 65.                         |
| 4                                                 | Florian Lipowitz (GER)        | 3.                          |
| 5                                                 | Laurence Pithie (NZL)         | 57.                         |
| 6                                                 | Mick van Dijke (NED)          | 111.                        |
| 7                                                 | Ben Zwiehoff (GER)            | 36.                         |
| Dyrektor sportowy : Bernhard Eisel, Roger Hammond |                               |                             |

| Team Visma \| Lease a Bike TVL                      | Team Visma \| Lease a Bike TVL | Team Visma \| Lease a Bike TVL |
| --------------------------------------------------- | ------------------------------ | ------------------------------ |
| Nr                                                  | Kolarz                         | Miejsce                        |
| 11                                                  | Jonas Vingegaard (DEN)         | 2.                             |
| 12                                                  | Victor Campenaerts (BEL)       | 72.                            |
| 13                                                  | Per Strand Hagenes (NOR)       | 78.                            |
| 14                                                  | Matteo Jorgenson (USA)         | 6.                             |
| 15                                                  | Sepp Kuss (USA)                | 13.                            |
| 16                                                  | Ben Tulett (GBR)               | 12.                            |
| 17                                                  | Attila Valter (HUN) (szosa)    | 110.                           |
| Dyrektor sportowy : Grischa Niermann, Frans Maassen |                                |                                |

| UAE Team Emirates XRG UAD                          | UAE Team Emirates XRG UAD      | UAE Team Emirates XRG UAD |
| -------------------------------------------------- | ------------------------------ | ------------------------- |
| Nr                                                 | Kolarz                         | Miejsce                   |
| 21                                                 | Tadej Pogačar (SLO) (szosa)    | 1.                        |
| 22                                                 | Jhonatan Narváez (ECU) (szosa) | 41.                       |
| 23                                                 | Domen Novak (SLO) (szosa)      | DNF-8                     |
| 24                                                 | Nils Politt (GER)              | 55.                       |
| 25                                                 | Pawieł Siwakow (FRA)           | 27.                       |
| 26                                                 | Marc Soler (ESP)               | 88.                       |
| 27                                                 | Tim Wellens (BEL)              | 38.                       |
| Dyrektor sportowy : Andrej Hauptman, Marco Marzano |                                |                           |

| Ineos Grenadiers IGD                                  | Ineos Grenadiers IGD   | Ineos Grenadiers IGD |
| ----------------------------------------------------- | ---------------------- | -------------------- |
| Nr                                                    | Kolarz                 | Miejsce              |
| 31                                                    | Carlos Rodríguez (ESP) | 9.                   |
| 32                                                    | Tobias Foss (NOR)      | 45.                  |
| 33                                                    | Axel Laurance (FRA)    | 59.                  |
| 34                                                    | Michael Leonard (CAN)  | 70.                  |
| 35                                                    | Óscar Rodríguez (ESP)  | 86.                  |
| 36                                                    | Magnus Sheffield (USA) | 71.                  |
| 37                                                    | Samuel Watson (GBR)    | 102.                 |
| Dyrektor sportowy : Oliver Cookson, Kurt Asle Arvesen |                        |                      |

| Soudal Quick-Step SOQ                              | Soudal Quick-Step SOQ        | Soudal Quick-Step SOQ |
| -------------------------------------------------- | ---------------------------- | --------------------- |
| Nr                                                 | Kolarz                       | Miejsce               |
| 41                                                 | Remco Evenepoel (BEL)        | 4.                    |
| 42                                                 | Pascal Eenkhoorn (NED)       | DNF-5                 |
| 43                                                 | Valentin Paret-Peintre (FRA) | 51.                   |
| 44                                                 | Casper Pedersen (DEN)        | DNF-8                 |
| 45                                                 | Pepijn Reinderink (NED)      | 122.                  |
| 46                                                 | Maximilian Schachmann (GER)  | 63.                   |
| 47                                                 | Louis Vervaeke (BEL)         | DNF-5                 |
| Dyrektor sportowy : Klaas Lodewyck, Dries Devenyns |                              |                       |

| Bahrain Victorious TBV                              | Bahrain Victorious TBV  | Bahrain Victorious TBV |
| --------------------------------------------------- | ----------------------- | ---------------------- |
| Nr                                                  | Kolarz                  | Miejsce                |
| 51                                                  | Lenny Martinez (FRA)    | 28.                    |
| 52                                                  | Santiago Buitrago (COL) | DNF-8                  |
| 53                                                  | Kamil Gradek (POL)      | DNF-6                  |
| 54                                                  | Jack Haig (AUS)         | 30.                    |
| 55                                                  | Robert Stannard (AUS)   | 105.                   |
| 56                                                  | Torstein Træen (NOR)    | 25.                    |
| 57                                                  | Fred Wright (GBR)       | 79.                    |
| Dyrektor sportowy : Neil Stephens, Xavier Florencio |                         |                        |

| Lidl-Trek LTK                                     | Lidl-Trek LTK                       | Lidl-Trek LTK |
| ------------------------------------------------- | ----------------------------------- | ------------- |
| Nr                                                | Kolarz                              | Miejsce       |
| 61                                                | Jonathan Milan (ITA)                | 113.          |
| 62                                                | Julien Bernard (FRA)                | 67.           |
| 63                                                | Simone Consonni (ITA)               | 117.          |
| 64                                                | Amanuel Ghebreigzabhier (ERI) (ITT) | 126.          |
| 65                                                | Toms Skujiņš (LAT)                  | 35.           |
| 66                                                | Jasper Stuyven (BEL)                | 76.           |
| 67                                                | Edward Theuns (BEL)                 | 119.          |
| Dyrektor sportowy : Steven De Jongh, Grégory Rast |                                     |               |

| Decathlon-AG2R La Mondiale DAT                   | Decathlon-AG2R La Mondiale DAT | Decathlon-AG2R La Mondiale DAT |
| ------------------------------------------------ | ------------------------------ | ------------------------------ |
| Nr                                               | Kolarz                         | Miejsce                        |
| 71                                               | Clément Berthet (FRA)          | 24.                            |
| 72                                               | Bruno Armirail (FRA)           | 21.                            |
| 73                                               | Jordan Labrosse (FRA)          | 91.                            |
| 74                                               | Oliver Naesen (BEL)            | 116.                           |
| 75                                               | Aurélien Paret-Peintre (FRA)   | 34.                            |
| 76                                               | Paul Seixas (FRA)              | 8.                             |
| 77                                               | Bastien Tronchon (FRA)         | 53.                            |
| Dyrektor sportowy : Sébastien Joly, Cyril Dessel |                                |                                |

| XDS Astana Team XAT                               | XDS Astana Team XAT            | XDS Astana Team XAT |
| ------------------------------------------------- | ------------------------------ | ------------------- |
| Nr                                                | Kolarz                         | Miejsce             |
| 81                                                | Sergio Higuita (COL)           | 22.                 |
| 82                                                | Jewgienij Fiodorow (KAZ) (ITT) | 114.                |
| 83                                                | Henok Mulubrhan (ERI) (szosa)  | 68.                 |
| 84                                                | Harold Tejada (COL)            | DNF-5               |
| 85                                                | Darren van Bekkum (NED)        | 47.                 |
| 86                                                | Simone Velasco (ITA)           | 69.                 |
| 87                                                | Nicolas Winokurow (KAZ)        | DNS-4               |
| Dyrektor sportowy : Dmitrij Fofonow, Mark Renshaw |                                |                     |

| EF Education-EasyPost EFE                           | EF Education-EasyPost EFE | EF Education-EasyPost EFE |
| --------------------------------------------------- | ------------------------- | ------------------------- |
| Nr                                                  | Kolarz                    | Miejsce                   |
| 91                                                  | Ben Healy (IRL)           | 37.                       |
| 92                                                  | Alex Baudin (FRA)         | 42.                       |
| 93                                                  | Esteban Chaves (COL)      | 20.                       |
| 94                                                  | Alastair MacKellar (AUS)  | 127.                      |
| 95                                                  | Lukas Nerurkar (GBR)      | 62.                       |
| 96                                                  | Archie Ryan (IRL)         | DNF-8                     |
| 97                                                  | Michael Valgren (DEN)     | 40.                       |
| Dyrektor sportowy : Charles Wegelius, Andreas Klier |                           |                           |

| Movistar Team MOV                                     | Movistar Team MOV       | Movistar Team MOV |
| ----------------------------------------------------- | ----------------------- | ----------------- |
| Nr                                                    | Kolarz                  | Miejsce           |
| 101                                                   | Enric Mas (ESP)         | 7.                |
| 102                                                   | Jorge Arcas (ESP)       | 89.               |
| 103                                                   | Ruben Guerreiro (POR)   | 61.               |
| 104                                                   | Michel Heßmann (GER)    | 77.               |
| 105                                                   | Gregor Mühlberger (AUT) | 16.               |
| 106                                                   | Antonio Pedrero (ESP)   | 80.               |
| 107                                                   | Iván Romeo (ESP)        | 39.               |
| Dyrektor sportowy : José Joaquín Rojas, Xabier Muriel |                         |                   |

| Alpecin-Deceuninck ADC                                    | Alpecin-Deceuninck ADC      | Alpecin-Deceuninck ADC |
| --------------------------------------------------------- | --------------------------- | ---------------------- |
| Nr                                                        | Kolarz                      | Miejsce                |
| 111                                                       | Mathieu van der Poel (NED)  | 58.                    |
| 112                                                       | Tobias Bayer (AUT)          | 106.                   |
| 113                                                       | Lars Boven (NED)            | DNF-6                  |
| 114                                                       | Michael Gogl (AUT)          | 120.                   |
| 115                                                       | Xandro Meurisse (BEL)       | 50.                    |
| 116                                                       | Johan Price-Pejtersen (DEN) | DNF-5                  |
| 117                                                       | Gianni Vermeersch (BEL)     | 121.                   |
| Dyrektor sportowy : Christoph Roodhooft, Frederik Willems |                             |                        |

| Uno-X Mobility UXM                                                      | Uno-X Mobility UXM               | Uno-X Mobility UXM |
| ----------------------------------------------------------------------- | -------------------------------- | ------------------ |
| Nr                                                                      | Kolarz                           | Miejsce            |
| 121                                                                     | Tobias Halland Johannessen (NOR) | 5.                 |
| 122                                                                     | Magnus Cort Nielsen (DEN)        | 118.               |
| 123                                                                     | Stian Fredheim (NOR)             | 104.               |
| 124                                                                     | Markus Hoelgaard (NOR) (szosa)   | 73.                |
| 125                                                                     | Andreas Kron (DEN)               | DNS-6              |
| 126                                                                     | Andreas Leknessund (NOR)         | 33.                |
| 127                                                                     | Søren Wærenskjold (NOR) (ITT)    | 128.               |
| Dyrektor sportowy : Stig Kristiansen, Gabriel Rasch, Christian Andersen |                                  |                    |

| Groupama-FDJ GFC                                        | Groupama-FDJ GFC                | Groupama-FDJ GFC |
| ------------------------------------------------------- | ------------------------------- | ---------------- |
| Nr                                                      | Kolarz                          | Miejsce          |
| 131                                                     | Guillaume Martin-Guyonnet (FRA) | 10.              |
| 132                                                     | Clément Braz Afonso (FRA)       | 23.              |
| 133                                                     | Rémi Cavagna (FRA)              | 81.              |
| 134                                                     | Rudy Molard (FRA)               | DNS-7            |
| 135                                                     | Paul Penhoët (FRA)              | 95.              |
| 136                                                     | Brieuc Rolland (FRA)            | 44.              |
| 137                                                     | Clément Russo (FRA)             | 100.             |
| Dyrektor sportowy : Benoît Vaugrenard, Frédéric Guesdon |                                 |                  |

| Israel-Premier Tech IPT                             | Israel-Premier Tech IPT | Israel-Premier Tech IPT |
| --------------------------------------------------- | ----------------------- | ----------------------- |
| Nr                                                  | Kolarz                  | Miejsce                 |
| 141                                                 | Jake Stewart (GBR)      | DNF-8                   |
| 142                                                 | Pascal Ackermann (GER)  | DNF-5                   |
| 143                                                 | Guillaume Boivin (CAN)  | 112.                    |
| 144                                                 | Matis Louvel (FRA)      | 101.                    |
| 145                                                 | Aleksiej Łucenko (KAZ)  | 17.                     |
| 146                                                 | Krists Neilands (LAT)   | 82.                     |
| 147                                                 | Nadav Raisberg (ISR)    | 123.                    |
| Dyrektor sportowy : Rene Mandri, Alexander Cataford |                         |                         |

| Team Picnic-PostNL TPP                                | Team Picnic-PostNL TPP        | Team Picnic-PostNL TPP |
| ----------------------------------------------------- | ----------------------------- | ---------------------- |
| Nr                                                    | Kolarz                        | Miejsce                |
| 151                                                   | Romain Bardet (FRA)           | 26.                    |
| 152                                                   | Romain Combaud (FRA)          | 83.                    |
| 153                                                   | Chris Hamilton (AUS)          | 54.                    |
| 154                                                   | Bjoern Koerdt (GBR)           | 99.                    |
| 155                                                   | Enzo Leijnse (NED)            | 125.                   |
| 156                                                   | Juan Guillermo Martínez (COL) | 60.                    |
| 157                                                   | Max Poole (GBR)               | DNF-6                  |
| Dyrektor sportowy : Philip West, Christian Guiberteau |                               |                        |

| Team Jayco AlUla JAY                             | Team Jayco AlUla JAY          | Team Jayco AlUla JAY |
| ------------------------------------------------ | ----------------------------- | -------------------- |
| Nr                                               | Kolarz                        | Miejsce              |
| 161                                              | Edward Dunbar (IRL) (ITT)     | 19.                  |
| 162                                              | Koen Bouwman (NED)            | 75.                  |
| 163                                              | Alessandro De Marchi (ITA)    | DNF-6                |
| 164                                              | Anders Foldager (DEN)         | 87.                  |
| 165                                              | Asbjørn Hellemose (DEN)       | 32.                  |
| 166                                              | Michael Hepburn (AUS)         | DNS-5                |
| 167                                              | Christopher Juul-Jensen (DEN) | 84.                  |
| Dyrektor sportowy : Steve Cummings, Rafael Valls |                               |                      |

| Cofidis COF                                            | Cofidis COF            | Cofidis COF |
| ------------------------------------------------------ | ---------------------- | ----------- |
| Nr                                                     | Kolarz                 | Miejsce     |
| 171                                                    | Emanuel Buchmann (GER) | 11.         |
| 172                                                    | Oliver Knight (GBR)    | DNF-3       |
| 173                                                    | Paul Ourselin (FRA)    | 115.        |
| 174                                                    | Ludovic Robeet (BEL)   | DNF-8       |
| 175                                                    | Dylan Teuns (BEL)      | 90.         |
| 176                                                    | Benjamin Thomas (FRA)  | 96.         |
| 177                                                    | Hugo Toumire (FRA)     | DNF-1       |
| Dyrektor sportowy : Bingen Fernández, Jean-Luc Jonrond |                        |             |

| Intermarché-Wanty IWA                                         | Intermarché-Wanty IWA | Intermarché-Wanty IWA |
| ------------------------------------------------------------- | --------------------- | --------------------- |
| Nr                                                            | Kolarz                | Miejsce               |
| 181                                                           | Louis Meintjes (RSA)  | 18.                   |
| 182                                                           | Louis Barré (FRA)     | 31.                   |
| 183                                                           | Kamiel Bonneu (BEL)   | DNF-6                 |
| 184                                                           | Dries De Pooter (BEL) | 109.                  |
| 185                                                           | Hugo Page (FRA)       | 108.                  |
| 186                                                           | Tom Paquot (BEL)      | 124.                  |
| 187                                                           | Dion Smith (NZL)      | DNS-7                 |
| Dyrektor sportowy : Pieter Vanspeybrouck, Sébastien Demarbaix |                       |                       |

| Arkéa-B&B Hotels ARK                              | Arkéa-B&B Hotels ARK     | Arkéa-B&B Hotels ARK |
| ------------------------------------------------- | ------------------------ | -------------------- |
| Nr                                                | Kolarz                   | Miejsce              |
| 191                                               | Anthony Delaplace (FRA)  | 93.                  |
| 192                                               | Victor Guernalec (FRA)   | 107.                 |
| 193                                               | Thibault Guernalec (FRA) | 66.                  |
| 194                                               | Michel Ries (LUX)        | 49.                  |
| 195                                               | Louis Rouland (FRA)      | DNF-6                |
| 196                                               | Pierre Thierry (FRA)     | 98.                  |
| 197                                               | Clément Venturini (FRA)  | 74.                  |
| Dyrektor sportowy : Yvon Ledanois, Laurent Pichon |                          |                      |

| Tudor Pro Cycling Team TUD                     | Tudor Pro Cycling Team TUD   | Tudor Pro Cycling Team TUD |
| ---------------------------------------------- | ---------------------------- | -------------------------- |
| Nr                                             | Kolarz                       | Miejsce                    |
| 201                                            | Mathys Rondel (FRA)          | 15.                        |
| 202                                            | Jacob Eriksson (SWE) (szosa) | DNF-3                      |
| 203                                            | Lucas Eriksson (SWE)         | 94.                        |
| 204                                            | Roland Thalmann (SUI)        | 85.                        |
| 205                                            | Matteo Trentin (ITA)         | DNS-7                      |
| 206                                            | Fabian Weiss (SUI)           | 92.                        |
| 207                                            | Hannes Wilksch (GER)         | 43.                        |
| Dyrektor sportowy : Claudio Cozzi, Bruno Pires |                              |                            |

| Team TotalEnergies TEN                          | Team TotalEnergies TEN   | Team TotalEnergies TEN |
| ----------------------------------------------- | ------------------------ | ---------------------- |
| Nr                                              | Kolarz                   | Miejsce                |
| 211                                             | Anthony Turgis (FRA)     | 97.                    |
| 212                                             | Mathieu Burgaudeau (FRA) | 56.                    |
| 213                                             | Fabien Doubey (FRA)      | 52.                    |
| 214                                             | Émilien Jeannière (FRA)  | DNF-8                  |
| 215                                             | Jordan Jegat (FRA)       | 14.                    |
| 216                                             | Pierre Latour (FRA)      | 48.                    |
| 217                                             | Mattéo Vercher (FRA)     | 103.                   |
| Dyrektor sportowy : Cyril Lemoine, Thibaut Macé |                          |                        |

Legenda: DNF – nie ukończył etapu, OTL – przekroczył limit czasu, DNS – nie wystartował do etapu, DSQ – zdyskwalifikowany. Numer przy skrócie oznacza etap, na którym kolarz opuścił wyścig.

## Wyniki etapów

### Etap 1
| Domérat - Montluçon | pagórkowaty | (195,8 km) |

| \| Klasyfikacja etapu \| Klasyfikacja etapu \| Klasyfikacja etapu \| Klasyfikacja etapu \| Klasyfikacja etapu \| \| Kolarz \| Kolarz \| Państwo \| Drużyna \| Czas \| \| ------------------ \| -------------------- \| ------------------ \| -------------------------- \| ------------------ \| \| 1. \| Tadej Pogačar \| Słowenia \| UAE Team Emirates XRG \| 4h 40' 12" \| \| 2. \| Jonas Vingegaard \| Dania \| Team Visma \\| Lease a Bike \| + 0" \| \| 3. \| Mathieu van der Poel \| Holandia \| Alpecin-Deceuninck \| + 0" \| \| 4. \| Remco Evenepoel \| Belgia \| Soudal Quick-Step \| + 0" \| \| 5. \| Jake Stewart \| Wielka Brytania \| Israel-Premier Tech \| + 0" \| \| 6. \| Hugo Page \| Francja \| Intermarché-Wanty \| + 0" \| \| 7. \| Bastien Tronchon \| Francja \| Decathlon-AG2R La Mondiale \| + 0" \| \| 8. \| Clément Venturini \| Francja \| Arkéa-B&B Hotels \| + 0" \| \| 9. \| Benjamin Thomas \| Francja \| Cofidis \| + 0" \| \| 10. \| Paul Penhoët \| Francja \| Groupama-FDJ \| + 0" \| |                      |                 |                            |            |
| |                      |                 |                            |            |
| Źródło: ProCyclingStats |                      |                 |                            |            |
| Klasyfikacja etapu |                      |                 |                            |            |
| Kolarz | Kolarz               | Państwo         | Drużyna                    | Czas       |
| 1. | Tadej Pogačar        | Słowenia        | UAE Team Emirates XRG      | 4h 40' 12" |
| 2. | Jonas Vingegaard     | Dania           | Team Visma \| Lease a Bike | + 0"       |
| 3. | Mathieu van der Poel | Holandia        | Alpecin-Deceuninck         | + 0"       |
| 4. | Remco Evenepoel      | Belgia          | Soudal Quick-Step          | + 0"       |
| 5. | Jake Stewart         | Wielka Brytania | Israel-Premier Tech        | + 0"       |
| 6. | Hugo Page            | Francja         | Intermarché-Wanty          | + 0"       |
| 7. | Bastien Tronchon     | Francja         | Decathlon-AG2R La Mondiale | + 0"       |
| 8. | Clément Venturini    | Francja         | Arkéa-B&B Hotels           | + 0"       |
| 9. | Benjamin Thomas      | Francja         | Cofidis                    | + 0"       |
| 10. | Paul Penhoët         | Francja         | Groupama-FDJ               | + 0"       |

| \| Klasyfikacja generalna \| Klasyfikacja generalna \| Klasyfikacja generalna \| Klasyfikacja generalna \| Klasyfikacja generalna \| \| Kolarz \| Kolarz \| Państwo \| Drużyna \| Czas \| \| ---------------------- \| ---------------------- \| ---------------------- \| -------------------------- \| ---------------------- \| \| 1. \| Tadej Pogačar \| Słowenia \| UAE Team Emirates XRG \| 4h 40' 02" \| \| 2. \| Jonas Vingegaard \| Dania \| Team Visma \\| Lease a Bike \| + 4" \| \| 3. \| Mathieu van der Poel \| Holandia \| Alpecin-Deceuninck \| + 6" \| \| 4. \| Nils Politt \| Niemcy \| UAE Team Emirates XRG \| + 9" \| \| 5. \| Remco Evenepoel \| Belgia \| Soudal Quick-Step \| + 10" \| \| 6. \| Jake Stewart \| Wielka Brytania \| Israel-Premier Tech \| + 10" \| \| 7. \| Hugo Page \| Francja \| Intermarché-Wanty \| + 10" \| \| 8. \| Bastien Tronchon \| Francja \| Decathlon-AG2R La Mondiale \| + 10" \| \| 9. \| Clément Venturini \| Francja \| Arkéa-B&B Hotels \| + 10" \| \| 10. \| Benjamin Thomas \| Francja \| Cofidis \| + 10" \| |                      |                 |                            |            |
| |                      |                 |                            |            |
| Źródło: ProCyclingStats |                      |                 |                            |            |
| Klasyfikacja generalna |                      |                 |                            |            |
| Kolarz | Kolarz               | Państwo         | Drużyna                    | Czas       |
| 1. | Tadej Pogačar        | Słowenia        | UAE Team Emirates XRG      | 4h 40' 02" |
| 2. | Jonas Vingegaard     | Dania           | Team Visma \| Lease a Bike | + 4"       |
| 3. | Mathieu van der Poel | Holandia        | Alpecin-Deceuninck         | + 6"       |
| 4. | Nils Politt          | Niemcy          | UAE Team Emirates XRG      | + 9"       |
| 5. | Remco Evenepoel      | Belgia          | Soudal Quick-Step          | + 10"      |
| 6. | Jake Stewart         | Wielka Brytania | Israel-Premier Tech        | + 10"      |
| 7. | Hugo Page            | Francja         | Intermarché-Wanty          | + 10"      |
| 8. | Bastien Tronchon     | Francja         | Decathlon-AG2R La Mondiale | + 10"      |
| 9. | Clément Venturini    | Francja         | Arkéa-B&B Hotels           | + 10"      |
| 10. | Benjamin Thomas      | Francja         | Cofidis                    | + 10"      |

### Etap 2
| Prémilhat - Issoire | pagórkowaty | (204,6 km) |

| \| Klasyfikacja etapu \| Klasyfikacja etapu \| Klasyfikacja etapu \| Klasyfikacja etapu \| Klasyfikacja etapu \| \| Kolarz \| Kolarz \| Państwo \| Drużyna \| Czas \| \| ------------------ \| -------------------- \| ------------------ \| -------------------------- \| ------------------ \| \| 1. \| Jonathan Milan \| Włochy \| Lidl-Trek \| 4h 54' 49" \| \| 2. \| Fred Wright \| Wielka Brytania \| Bahrain Victorious \| + 0" \| \| 3. \| Mathieu van der Poel \| Holandia \| Alpecin-Deceuninck \| + 0" \| \| 4. \| Stian Fredheim \| Norwegia \| Uno-X Mobility \| + 0" \| \| 5. \| Émilien Jeannière \| Francja \| Team TotalEnergies \| + 0" \| \| 6. \| Bastien Tronchon \| Francja \| Decathlon-AG2R La Mondiale \| + 0" \| \| 7. \| Jewgienij Fiodorow \| Kazachstan \| XDS Astana Team \| + 0" \| \| 8. \| Matis Louvel \| Francja \| Israel-Premier Tech \| + 0" \| \| 9. \| Clément Venturini \| Francja \| Arkéa-B&B Hotels \| + 0" \| \| 10. \| Matteo Trentin \| Włochy \| Tudor Pro Cycling Team \| + 0" \| |                      |                 |                            |            |
| |                      |                 |                            |            |
| Źródło: ProCyclingStats |                      |                 |                            |            |
| Klasyfikacja etapu |                      |                 |                            |            |
| Kolarz | Kolarz               | Państwo         | Drużyna                    | Czas       |
| 1. | Jonathan Milan       | Włochy          | Lidl-Trek                  | 4h 54' 49" |
| 2. | Fred Wright          | Wielka Brytania | Bahrain Victorious         | + 0"       |
| 3. | Mathieu van der Poel | Holandia        | Alpecin-Deceuninck         | + 0"       |
| 4. | Stian Fredheim       | Norwegia        | Uno-X Mobility             | + 0"       |
| 5. | Émilien Jeannière    | Francja         | Team TotalEnergies         | + 0"       |
| 6. | Bastien Tronchon     | Francja         | Decathlon-AG2R La Mondiale | + 0"       |
| 7. | Jewgienij Fiodorow   | Kazachstan      | XDS Astana Team            | + 0"       |
| 8. | Matis Louvel         | Francja         | Israel-Premier Tech        | + 0"       |
| 9. | Clément Venturini    | Francja         | Arkéa-B&B Hotels           | + 0"       |
| 10. | Matteo Trentin       | Włochy          | Tudor Pro Cycling Team     | + 0"       |

| \| Klasyfikacja generalna \| Klasyfikacja generalna \| Klasyfikacja generalna \| Klasyfikacja generalna \| Klasyfikacja generalna \| \| Kolarz \| Kolarz \| Państwo \| Drużyna \| Czas \| \| ---------------------- \| ---------------------- \| ---------------------- \| -------------------------- \| ---------------------- \| \| 1. \| Jonathan Milan \| Włochy \| Lidl-Trek \| 9h 34' 51" \| \| 2. \| Tadej Pogačar \| Słowenia \| UAE Team Emirates XRG \| + 0" \| \| 3. \| Mathieu van der Poel \| Holandia \| Alpecin-Deceuninck \| + 2" \| \| 4. \| Fred Wright \| Wielka Brytania \| Bahrain Victorious \| + 4" \| \| 5. \| Jonas Vingegaard \| Dania \| Team Visma \\| Lease a Bike \| + 4" \| \| 6. \| Hugo Page \| Francja \| Intermarché-Wanty \| + 8" \| \| 7. \| Anders Foldager \| Dania \| Team Jayco AlUla \| + 9" \| \| 8. \| Nils Politt \| Niemcy \| UAE Team Emirates XRG \| + 9" \| \| 9. \| Bastien Tronchon \| Francja \| Decathlon-AG2R La Mondiale \| + 10" \| \| 10. \| Émilien Jeannière \| Francja \| Team TotalEnergies \| + 10" \| |                      |                 |                            |            |
| |                      |                 |                            |            |
| Źródło: ProCyclingStats |                      |                 |                            |            |
| Klasyfikacja generalna |                      |                 |                            |            |
| Kolarz | Kolarz               | Państwo         | Drużyna                    | Czas       |
| 1. | Jonathan Milan       | Włochy          | Lidl-Trek                  | 9h 34' 51" |
| 2. | Tadej Pogačar        | Słowenia        | UAE Team Emirates XRG      | + 0"       |
| 3. | Mathieu van der Poel | Holandia        | Alpecin-Deceuninck         | + 2"       |
| 4. | Fred Wright          | Wielka Brytania | Bahrain Victorious         | + 4"       |
| 5. | Jonas Vingegaard     | Dania           | Team Visma \| Lease a Bike | + 4"       |
| 6. | Hugo Page            | Francja         | Intermarché-Wanty          | + 8"       |
| 7. | Anders Foldager      | Dania           | Team Jayco AlUla           | + 9"       |
| 8. | Nils Politt          | Niemcy          | UAE Team Emirates XRG      | + 9"       |
| 9. | Bastien Tronchon     | Francja         | Decathlon-AG2R La Mondiale | + 10"      |
| 10. | Émilien Jeannière    | Francja         | Team TotalEnergies         | + 10"      |

### Etap 3
| Brioude - Charantonnay | pagórkowaty | (207,2 km) |

| \| Klasyfikacja etapu \| Klasyfikacja etapu \| Klasyfikacja etapu \| Klasyfikacja etapu \| Klasyfikacja etapu \| \| Kolarz \| Kolarz \| Państwo \| Drużyna \| Czas \| \| ------------------ \| -------------------- \| ------------------ \| ----------------------- \| ------------------ \| \| 1. \| Iván Romeo \| Hiszpania \| Movistar Team \| 4h 34' 10" \| \| 2. \| Harold Tejada \| Kolumbia \| XDS Astana Team \| + 14" \| \| 3. \| Louis Barré \| Francja \| Intermarché-Wanty \| + 14" \| \| 4. \| Florian Lipowitz \| Niemcy \| Red Bull-Bora-Hansgrohe \| + 14" \| \| 5. \| Mathieu van der Poel \| Holandia \| Alpecin-Deceuninck \| + 27" \| \| 6. \| Axel Laurance \| Francja \| Ineos Grenadiers \| + 27" \| \| 7. \| Brieuc Rolland \| Francja \| Groupama-FDJ \| + 27" \| \| 8. \| Julien Bernard \| Francja \| Lidl-Trek \| + 27" \| \| 9. \| Andreas Leknessund \| Norwegia \| Uno-X Mobility \| + 27" \| \| 10. \| Edward Dunbar \| Irlandia \| Team Jayco AlUla \| + 27" \| |                      |           |                         |            |
| |                      |           |                         |            |
| Źródło: ProCyclingStats |                      |           |                         |            |
| Klasyfikacja etapu |                      |           |                         |            |
| Kolarz | Kolarz               | Państwo   | Drużyna                 | Czas       |
| 1. | Iván Romeo           | Hiszpania | Movistar Team           | 4h 34' 10" |
| 2. | Harold Tejada        | Kolumbia  | XDS Astana Team         | + 14"      |
| 3. | Louis Barré          | Francja   | Intermarché-Wanty       | + 14"      |
| 4. | Florian Lipowitz     | Niemcy    | Red Bull-Bora-Hansgrohe | + 14"      |
| 5. | Mathieu van der Poel | Holandia  | Alpecin-Deceuninck      | + 27"      |
| 6. | Axel Laurance        | Francja   | Ineos Grenadiers        | + 27"      |
| 7. | Brieuc Rolland       | Francja   | Groupama-FDJ            | + 27"      |
| 8. | Julien Bernard       | Francja   | Lidl-Trek               | + 27"      |
| 9. | Andreas Leknessund   | Norwegia  | Uno-X Mobility          | + 27"      |
| 10. | Edward Dunbar        | Irlandia  | Team Jayco AlUla        | + 27"      |

| \| Klasyfikacja generalna \| Klasyfikacja generalna \| Klasyfikacja generalna \| Klasyfikacja generalna \| Klasyfikacja generalna \| \| Kolarz \| Kolarz \| Państwo \| Drużyna \| Czas \| \| ---------------------- \| ---------------------- \| ---------------------- \| ----------------------- \| ---------------------- \| \| 1. \| Iván Romeo \| Hiszpania \| Movistar Team \| 14h 09' 01" \| \| 2. \| Louis Barré \| Francja \| Intermarché-Wanty \| + 17" \| \| 3. \| Harold Tejada \| Kolumbia \| XDS Astana Team \| + 18" \| \| 4. \| Florian Lipowitz \| Niemcy \| Red Bull-Bora-Hansgrohe \| + 24" \| \| 5. \| Mathieu van der Poel \| Holandia \| Alpecin-Deceuninck \| + 29" \| \| 6. \| Edward Dunbar \| Irlandia \| Team Jayco AlUla \| + 37" \| \| 7. \| Brieuc Rolland \| Francja \| Groupama-FDJ \| + 37" \| \| 8. \| Andreas Leknessund \| Norwegia \| Uno-X Mobility \| + 37" \| \| 9. \| Tadej Pogačar \| Słowenia \| UAE Team Emirates XRG \| + 1' 06" \| \| 10. \| Fred Wright \| Wielka Brytania \| Bahrain Victorious \| + 1' 12" \| |                      |                 |                         |             |
| |                      |                 |                         |             |
| Źródło: ProCyclingStats |                      |                 |                         |             |
| Klasyfikacja generalna |                      |                 |                         |             |
| Kolarz | Kolarz               | Państwo         | Drużyna                 | Czas        |
| 1. | Iván Romeo           | Hiszpania       | Movistar Team           | 14h 09' 01" |
| 2. | Louis Barré          | Francja         | Intermarché-Wanty       | + 17"       |
| 3. | Harold Tejada        | Kolumbia        | XDS Astana Team         | + 18"       |
| 4. | Florian Lipowitz     | Niemcy          | Red Bull-Bora-Hansgrohe | + 24"       |
| 5. | Mathieu van der Poel | Holandia        | Alpecin-Deceuninck      | + 29"       |
| 6. | Edward Dunbar        | Irlandia        | Team Jayco AlUla        | + 37"       |
| 7. | Brieuc Rolland       | Francja         | Groupama-FDJ            | + 37"       |
| 8. | Andreas Leknessund   | Norwegia        | Uno-X Mobility          | + 37"       |
| 9. | Tadej Pogačar        | Słowenia        | UAE Team Emirates XRG   | + 1' 06"    |
| 10. | Fred Wright          | Wielka Brytania | Bahrain Victorious      | + 1' 12"    |

### Etap 4
| Charmes-sur-Rhône - Saint-Péray | jazda indywidualna na czas | (17,4 km) |

| \| Klasyfikacja etapu \| Klasyfikacja etapu \| Klasyfikacja etapu \| Klasyfikacja etapu \| Klasyfikacja etapu \| \| Kolarz \| Kolarz \| Państwo \| Drużyna \| Czas \| \| ------------------ \| -------------------- \| ------------------ \| -------------------------- \| ------------------ \| \| 1. \| Remco Evenepoel \| Belgia \| Soudal Quick-Step \| 20' 50" \| \| 2. \| Jonas Vingegaard \| Dania \| Team Visma \\| Lease a Bike \| + 21" \| \| 3. \| Matteo Jorgenson \| Stany Zjednoczone \| Team Visma \\| Lease a Bike \| + 38" \| \| 4. \| Tadej Pogačar \| Słowenia \| UAE Team Emirates XRG \| + 49" \| \| 5. \| Florian Lipowitz \| Niemcy \| Red Bull-Bora-Hansgrohe \| + 57" \| \| 6. \| Mathieu van der Poel \| Holandia \| Alpecin-Deceuninck \| + 1' 02" \| \| 7. \| Rémi Cavagna \| Francja \| Groupama-FDJ \| + 1' 07" \| \| 8. \| Edward Dunbar \| Irlandia \| Team Jayco AlUla \| + 1' 10" \| \| 9. \| Tobias Foss \| Norwegia \| Ineos Grenadiers \| + 1' 10" \| \| 10. \| Paul Seixas \| Francja \| Decathlon-AG2R La Mondiale \| + 1' 12" \| |                      |                   |                            |          |
| |                      |                   |                            |          |
| Źródło: ProCyclingStats |                      |                   |                            |          |
| Klasyfikacja etapu |                      |                   |                            |          |
| Kolarz | Kolarz               | Państwo           | Drużyna                    | Czas     |
| 1. | Remco Evenepoel      | Belgia            | Soudal Quick-Step          | 20' 50"  |
| 2. | Jonas Vingegaard     | Dania             | Team Visma \| Lease a Bike | + 21"    |
| 3. | Matteo Jorgenson     | Stany Zjednoczone | Team Visma \| Lease a Bike | + 38"    |
| 4. | Tadej Pogačar        | Słowenia          | UAE Team Emirates XRG      | + 49"    |
| 5. | Florian Lipowitz     | Niemcy            | Red Bull-Bora-Hansgrohe    | + 57"    |
| 6. | Mathieu van der Poel | Holandia          | Alpecin-Deceuninck         | + 1' 02" |
| 7. | Rémi Cavagna         | Francja           | Groupama-FDJ               | + 1' 07" |
| 8. | Edward Dunbar        | Irlandia          | Team Jayco AlUla           | + 1' 10" |
| 9. | Tobias Foss          | Norwegia          | Ineos Grenadiers           | + 1' 10" |
| 10. | Paul Seixas          | Francja           | Decathlon-AG2R La Mondiale | + 1' 12" |

| \| Klasyfikacja generalna \| Klasyfikacja generalna \| Klasyfikacja generalna \| Klasyfikacja generalna \| Klasyfikacja generalna \| \| Kolarz \| Kolarz \| Państwo \| Drużyna \| Czas \| \| ---------------------- \| ---------------------- \| ---------------------- \| -------------------------- \| ---------------------- \| \| 1. \| Remco Evenepoel \| Belgia \| Soudal Quick-Step \| 14h 31' 08" \| \| 2. \| Florian Lipowitz \| Niemcy \| Red Bull-Bora-Hansgrohe \| + 4" \| \| 3. \| Iván Romeo \| Hiszpania \| Movistar Team \| + 9" \| \| 4. \| Mathieu van der Poel \| Holandia \| Alpecin-Deceuninck \| + 14" \| \| 5. \| Jonas Vingegaard \| Dania \| Team Visma \\| Lease a Bike \| + 16" \| \| 6. \| Edward Dunbar \| Irlandia \| Team Jayco AlUla \| + 30" \| \| 7. \| Harold Tejada \| Kolumbia \| XDS Astana Team \| + 30" \| \| 8. \| Tadej Pogačar \| Słowenia \| UAE Team Emirates XRG \| + 38" \| \| 9. \| Matteo Jorgenson \| Stany Zjednoczone \| Team Visma \\| Lease a Bike \| + 39" \| \| 10. \| Louis Barré \| Francja \| Intermarché-Wanty \| + 1' 03" \| |                      |                   |                            |             |
| |                      |                   |                            |             |
| Źródło: ProCyclingStats |                      |                   |                            |             |
| Klasyfikacja generalna |                      |                   |                            |             |
| Kolarz | Kolarz               | Państwo           | Drużyna                    | Czas        |
| 1. | Remco Evenepoel      | Belgia            | Soudal Quick-Step          | 14h 31' 08" |
| 2. | Florian Lipowitz     | Niemcy            | Red Bull-Bora-Hansgrohe    | + 4"        |
| 3. | Iván Romeo           | Hiszpania         | Movistar Team              | + 9"        |
| 4. | Mathieu van der Poel | Holandia          | Alpecin-Deceuninck         | + 14"       |
| 5. | Jonas Vingegaard     | Dania             | Team Visma \| Lease a Bike | + 16"       |
| 6. | Edward Dunbar        | Irlandia          | Team Jayco AlUla           | + 30"       |
| 7. | Harold Tejada        | Kolumbia          | XDS Astana Team            | + 30"       |
| 8. | Tadej Pogačar        | Słowenia          | UAE Team Emirates XRG      | + 38"       |
| 9. | Matteo Jorgenson     | Stany Zjednoczone | Team Visma \| Lease a Bike | + 39"       |
| 10. | Louis Barré          | Francja           | Intermarché-Wanty          | + 1' 03"    |

### Etap 5
| Saint-Priest - Mâcon | pagórkowaty | (183 km) |

| \| Klasyfikacja etapu \| Klasyfikacja etapu \| Klasyfikacja etapu \| Klasyfikacja etapu \| Klasyfikacja etapu \| \| Kolarz \| Kolarz \| Państwo \| Drużyna \| Czas \| \| ------------------ \| -------------------- \| ------------------ \| -------------------------- \| ------------------ \| \| 1. \| Jake Stewart \| Wielka Brytania \| Israel-Premier Tech \| 4h 03' 46" \| \| 2. \| Axel Laurance \| Francja \| Ineos Grenadiers \| + 0" \| \| 3. \| Søren Wærenskjold \| Norwegia \| Uno-X Mobility \| + 0" \| \| 4. \| Laurence Pithie \| Nowa Zelandia \| Red Bull-Bora-Hansgrohe \| + 0" \| \| 5. \| Jonathan Milan \| Włochy \| Lidl-Trek \| + 0" \| \| 6. \| Paul Penhoët \| Francja \| Groupama-FDJ \| + 0" \| \| 7. \| Émilien Jeannière \| Francja \| Team TotalEnergies \| + 0" \| \| 8. \| Fred Wright \| Wielka Brytania \| Bahrain Victorious \| + 0" \| \| 9. \| Mathieu van der Poel \| Holandia \| Alpecin-Deceuninck \| + 0" \| \| 10. \| Bastien Tronchon \| Francja \| Decathlon-AG2R La Mondiale \| + 0" \| |                      |                 |                            |            |
| |                      |                 |                            |            |
| Źródło: ProCyclingStats |                      |                 |                            |            |
| Klasyfikacja etapu |                      |                 |                            |            |
| Kolarz | Kolarz               | Państwo         | Drużyna                    | Czas       |
| 1. | Jake Stewart         | Wielka Brytania | Israel-Premier Tech        | 4h 03' 46" |
| 2. | Axel Laurance        | Francja         | Ineos Grenadiers           | + 0"       |
| 3. | Søren Wærenskjold    | Norwegia        | Uno-X Mobility             | + 0"       |
| 4. | Laurence Pithie      | Nowa Zelandia   | Red Bull-Bora-Hansgrohe    | + 0"       |
| 5. | Jonathan Milan       | Włochy          | Lidl-Trek                  | + 0"       |
| 6. | Paul Penhoët         | Francja         | Groupama-FDJ               | + 0"       |
| 7. | Émilien Jeannière    | Francja         | Team TotalEnergies         | + 0"       |
| 8. | Fred Wright          | Wielka Brytania | Bahrain Victorious         | + 0"       |
| 9. | Mathieu van der Poel | Holandia        | Alpecin-Deceuninck         | + 0"       |
| 10. | Bastien Tronchon     | Francja         | Decathlon-AG2R La Mondiale | + 0"       |

| \| Klasyfikacja generalna \| Klasyfikacja generalna \| Klasyfikacja generalna \| Klasyfikacja generalna \| Klasyfikacja generalna \| \| Kolarz \| Kolarz \| Państwo \| Drużyna \| Czas \| \| ---------------------- \| ---------------------- \| ---------------------- \| -------------------------- \| ---------------------- \| \| 1. \| Remco Evenepoel \| Belgia \| Soudal Quick-Step \| 18h 34' 54" \| \| 2. \| Florian Lipowitz \| Niemcy \| Red Bull-Bora-Hansgrohe \| + 4" \| \| 3. \| Mathieu van der Poel \| Holandia \| Alpecin-Deceuninck \| + 14" \| \| 4. \| Jonas Vingegaard \| Dania \| Team Visma \\| Lease a Bike \| + 16" \| \| 5. \| Edward Dunbar \| Irlandia \| Team Jayco AlUla \| + 30" \| \| 6. \| Iván Romeo \| Hiszpania \| Movistar Team \| + 31" \| \| 7. \| Tadej Pogačar \| Słowenia \| UAE Team Emirates XRG \| + 38" \| \| 8. \| Matteo Jorgenson \| Stany Zjednoczone \| Team Visma \\| Lease a Bike \| + 39" \| \| 9. \| Fred Wright \| Wielka Brytania \| Bahrain Victorious \| + 1' 16" \| \| 10. \| Aleksiej Łucenko \| Kazachstan \| Israel-Premier Tech \| + 1' 24" \| |                      |                   |                            |             |
| |                      |                   |                            |             |
| Źródło: ProCyclingStats |                      |                   |                            |             |
| Klasyfikacja generalna |                      |                   |                            |             |
| Kolarz | Kolarz               | Państwo           | Drużyna                    | Czas        |
| 1. | Remco Evenepoel      | Belgia            | Soudal Quick-Step          | 18h 34' 54" |
| 2. | Florian Lipowitz     | Niemcy            | Red Bull-Bora-Hansgrohe    | + 4"        |
| 3. | Mathieu van der Poel | Holandia          | Alpecin-Deceuninck         | + 14"       |
| 4. | Jonas Vingegaard     | Dania             | Team Visma \| Lease a Bike | + 16"       |
| 5. | Edward Dunbar        | Irlandia          | Team Jayco AlUla           | + 30"       |
| 6. | Iván Romeo           | Hiszpania         | Movistar Team              | + 31"       |
| 7. | Tadej Pogačar        | Słowenia          | UAE Team Emirates XRG      | + 38"       |
| 8. | Matteo Jorgenson     | Stany Zjednoczone | Team Visma \| Lease a Bike | + 39"       |
| 9. | Fred Wright          | Wielka Brytania   | Bahrain Victorious         | + 1' 16"    |
| 10. | Aleksiej Łucenko     | Kazachstan        | Israel-Premier Tech        | + 1' 24"    |

### Etap 6
| Valserhône - Combloux | górzysty | (126,7 km) |

| \| Klasyfikacja etapu \| Klasyfikacja etapu \| Klasyfikacja etapu \| Klasyfikacja etapu \| Klasyfikacja etapu \| \| Kolarz \| Kolarz \| Państwo \| Drużyna \| Czas \| \| ------------------ \| -------------------------- \| ------------------ \| -------------------------- \| ------------------ \| \| 1. \| Tadej Pogačar \| Słowenia \| UAE Team Emirates XRG \| 2h 59' 46" \| \| 2. \| Jonas Vingegaard \| Dania \| Team Visma \\| Lease a Bike \| + 1' 01" \| \| 3. \| Florian Lipowitz \| Niemcy \| Red Bull-Bora-Hansgrohe \| + 1' 22" \| \| 4. \| Matteo Jorgenson \| Stany Zjednoczone \| Team Visma \\| Lease a Bike \| + 1' 30" \| \| 5. \| Remco Evenepoel \| Belgia \| Soudal Quick-Step \| + 1' 50" \| \| 6. \| Alex Baudin \| Francja \| EF Education-EasyPost \| + 1' 56" \| \| 7. \| Tobias Halland Johannessen \| Norwegia \| Uno-X Mobility \| + 2' 03" \| \| 8. \| Louis Barré \| Francja \| Intermarché-Wanty \| + 2' 04" \| \| 9. \| Ben Tulett \| Wielka Brytania \| Team Visma \\| Lease a Bike \| + 2' 04" \| \| 10. \| Paul Seixas \| Francja \| Decathlon-AG2R La Mondiale \| + 2' 04" \| |                            |                   |                            |            |
| |                            |                   |                            |            |
| Źródła: ProCyclingStats Cycling Quotient |                            |                   |                            |            |
| Klasyfikacja etapu |                            |                   |                            |            |
| Kolarz | Kolarz                     | Państwo           | Drużyna                    | Czas       |
| 1. | Tadej Pogačar              | Słowenia          | UAE Team Emirates XRG      | 2h 59' 46" |
| 2. | Jonas Vingegaard           | Dania             | Team Visma \| Lease a Bike | + 1' 01"   |
| 3. | Florian Lipowitz           | Niemcy            | Red Bull-Bora-Hansgrohe    | + 1' 22"   |
| 4. | Matteo Jorgenson           | Stany Zjednoczone | Team Visma \| Lease a Bike | + 1' 30"   |
| 5. | Remco Evenepoel            | Belgia            | Soudal Quick-Step          | + 1' 50"   |
| 6. | Alex Baudin                | Francja           | EF Education-EasyPost      | + 1' 56"   |
| 7. | Tobias Halland Johannessen | Norwegia          | Uno-X Mobility             | + 2' 03"   |
| 8. | Louis Barré                | Francja           | Intermarché-Wanty          | + 2' 04"   |
| 9. | Ben Tulett                 | Wielka Brytania   | Team Visma \| Lease a Bike | + 2' 04"   |
| 10. | Paul Seixas                | Francja           | Decathlon-AG2R La Mondiale | + 2' 04"   |

| \| Klasyfikacja generalna \| Klasyfikacja generalna \| Klasyfikacja generalna \| Klasyfikacja generalna \| Klasyfikacja generalna \| \| Kolarz \| Kolarz \| Państwo \| Drużyna \| Czas \| \| ---------------------- \| -------------------------- \| ---------------------- \| -------------------------- \| ---------------------- \| \| 1. \| Tadej Pogačar \| Słowenia \| UAE Team Emirates XRG \| 21h 35' 08" \| \| 2. \| Jonas Vingegaard \| Dania \| Team Visma \\| Lease a Bike \| + 43" \| \| 3. \| Florian Lipowitz \| Niemcy \| Red Bull-Bora-Hansgrohe \| + 54" \| \| 4. \| Remco Evenepoel \| Belgia \| Soudal Quick-Step \| + 1' 22" \| \| 5. \| Matteo Jorgenson \| Stany Zjednoczone \| Team Visma \\| Lease a Bike \| + 1' 41" \| \| 6. \| Edward Dunbar \| Irlandia \| Team Jayco AlUla \| + 2' 28" \| \| 7. \| Louis Barré \| Francja \| Intermarché-Wanty \| + 2' 39" \| \| 8. \| Paul Seixas \| Francja \| Decathlon-AG2R La Mondiale \| + 2' 49" \| \| 9. \| Tobias Halland Johannessen \| Norwegia \| Uno-X Mobility \| + 3' 21" \| \| 10. \| Ben Tulett \| Wielka Brytania \| Team Visma \\| Lease a Bike \| + 3' 26" \| |                            |                   |                            |             |
| |                            |                   |                            |             |
| Źródła: ProCyclingStats Cycling Quotient |                            |                   |                            |             |
| Klasyfikacja generalna |                            |                   |                            |             |
| Kolarz | Kolarz                     | Państwo           | Drużyna                    | Czas        |
| 1. | Tadej Pogačar              | Słowenia          | UAE Team Emirates XRG      | 21h 35' 08" |
| 2. | Jonas Vingegaard           | Dania             | Team Visma \| Lease a Bike | + 43"       |
| 3. | Florian Lipowitz           | Niemcy            | Red Bull-Bora-Hansgrohe    | + 54"       |
| 4. | Remco Evenepoel            | Belgia            | Soudal Quick-Step          | + 1' 22"    |
| 5. | Matteo Jorgenson           | Stany Zjednoczone | Team Visma \| Lease a Bike | + 1' 41"    |
| 6. | Edward Dunbar              | Irlandia          | Team Jayco AlUla           | + 2' 28"    |
| 7. | Louis Barré                | Francja           | Intermarché-Wanty          | + 2' 39"    |
| 8. | Paul Seixas                | Francja           | Decathlon-AG2R La Mondiale | + 2' 49"    |
| 9. | Tobias Halland Johannessen | Norwegia          | Uno-X Mobility             | + 3' 21"    |
| 10. | Ben Tulett                 | Wielka Brytania   | Team Visma \| Lease a Bike | + 3' 26"    |

### Etap 7
| Grand-Aigueblanche - Valmeinier | górski | (131,6 km) |

| \| Klasyfikacja etapu \| Klasyfikacja etapu \| Klasyfikacja etapu \| Klasyfikacja etapu \| Klasyfikacja etapu \| \| Kolarz \| Kolarz \| Państwo \| Drużyna \| Czas \| \| ------------------ \| -------------------------- \| ------------------ \| -------------------------- \| ------------------ \| \| 1. \| Tadej Pogačar \| Słowenia \| UAE Team Emirates XRG \| 4h 10' 00" \| \| 2. \| Jonas Vingegaard \| Dania \| Team Visma \\| Lease a Bike \| + 14" \| \| 3. \| Florian Lipowitz \| Niemcy \| Red Bull-Bora-Hansgrohe \| + 1' 21" \| \| 4. \| Tobias Halland Johannessen \| Norwegia \| Uno-X Mobility \| + 2' 26" \| \| 5. \| Remco Evenepoel \| Belgia \| Soudal Quick-Step \| + 2' 36" \| \| 6. \| Ben Tulett \| Wielka Brytania \| Team Visma \\| Lease a Bike \| + 3' 48" \| \| 7. \| Enric Mas \| Hiszpania \| Movistar Team \| + 3' 48" \| \| 8. \| Emanuel Buchmann \| Niemcy \| Cofidis \| + 3' 50" \| \| 9. \| Carlos Rodríguez \| Hiszpania \| Ineos Grenadiers \| + 3' 50" \| \| 10. \| Guillaume Martin-Guyonnet \| Francja \| Groupama-FDJ \| + 3' 50" \| |                            |                 |                            |            |
| |                            |                 |                            |            |
| Źródło: ProCyclingStats |                            |                 |                            |            |
| Klasyfikacja etapu |                            |                 |                            |            |
| Kolarz | Kolarz                     | Państwo         | Drużyna                    | Czas       |
| 1. | Tadej Pogačar              | Słowenia        | UAE Team Emirates XRG      | 4h 10' 00" |
| 2. | Jonas Vingegaard           | Dania           | Team Visma \| Lease a Bike | + 14"      |
| 3. | Florian Lipowitz           | Niemcy          | Red Bull-Bora-Hansgrohe    | + 1' 21"   |
| 4. | Tobias Halland Johannessen | Norwegia        | Uno-X Mobility             | + 2' 26"   |
| 5. | Remco Evenepoel            | Belgia          | Soudal Quick-Step          | + 2' 36"   |
| 6. | Ben Tulett                 | Wielka Brytania | Team Visma \| Lease a Bike | + 3' 48"   |
| 7. | Enric Mas                  | Hiszpania       | Movistar Team              | + 3' 48"   |
| 8. | Emanuel Buchmann           | Niemcy          | Cofidis                    | + 3' 50"   |
| 9. | Carlos Rodríguez           | Hiszpania       | Ineos Grenadiers           | + 3' 50"   |
| 10. | Guillaume Martin-Guyonnet  | Francja         | Groupama-FDJ               | + 3' 50"   |

| \| Klasyfikacja generalna \| Klasyfikacja generalna \| Klasyfikacja generalna \| Klasyfikacja generalna \| Klasyfikacja generalna \| \| Kolarz \| Kolarz \| Państwo \| Drużyna \| Czas \| \| ---------------------- \| -------------------------- \| ---------------------- \| -------------------------- \| ---------------------- \| \| 1. \| Tadej Pogačar \| Słowenia \| UAE Team Emirates XRG \| 25h 44' 58" \| \| 2. \| Jonas Vingegaard \| Dania \| Team Visma \\| Lease a Bike \| + 1' 01" \| \| 3. \| Florian Lipowitz \| Niemcy \| Red Bull-Bora-Hansgrohe \| + 2' 21" \| \| 4. \| Remco Evenepoel \| Belgia \| Soudal Quick-Step \| + 4' 11" \| \| 5. \| Tobias Halland Johannessen \| Norwegia \| Uno-X Mobility \| + 5' 55" \| \| 6. \| Paul Seixas \| Francja \| Decathlon-AG2R La Mondiale \| + 6' 50" \| \| 7. \| Matteo Jorgenson \| Stany Zjednoczone \| Team Visma \\| Lease a Bike \| + 7' 18" \| \| 8. \| Ben Tulett \| Wielka Brytania \| Team Visma \\| Lease a Bike \| + 7' 24" \| \| 9. \| Carlos Rodríguez \| Hiszpania \| Ineos Grenadiers \| + 7' 41" \| \| 10. \| Enric Mas \| Hiszpania \| Movistar Team \| + 7' 43" \| |                            |                   |                            |             |
| |                            |                   |                            |             |
| Źródło: ProCyclingStats |                            |                   |                            |             |
| Klasyfikacja generalna |                            |                   |                            |             |
| Kolarz | Kolarz                     | Państwo           | Drużyna                    | Czas        |
| 1. | Tadej Pogačar              | Słowenia          | UAE Team Emirates XRG      | 25h 44' 58" |
| 2. | Jonas Vingegaard           | Dania             | Team Visma \| Lease a Bike | + 1' 01"    |
| 3. | Florian Lipowitz           | Niemcy            | Red Bull-Bora-Hansgrohe    | + 2' 21"    |
| 4. | Remco Evenepoel            | Belgia            | Soudal Quick-Step          | + 4' 11"    |
| 5. | Tobias Halland Johannessen | Norwegia          | Uno-X Mobility             | + 5' 55"    |
| 6. | Paul Seixas                | Francja           | Decathlon-AG2R La Mondiale | + 6' 50"    |
| 7. | Matteo Jorgenson           | Stany Zjednoczone | Team Visma \| Lease a Bike | + 7' 18"    |
| 8. | Ben Tulett                 | Wielka Brytania   | Team Visma \| Lease a Bike | + 7' 24"    |
| 9. | Carlos Rodríguez           | Hiszpania         | Ineos Grenadiers           | + 7' 41"    |
| 10. | Enric Mas                  | Hiszpania         | Movistar Team              | + 7' 43"    |

### Etap 8
| Val-d'Arc - Mont-Cenis (masyw) | górski | (133,3 km) |

| \| Klasyfikacja etapu \| Klasyfikacja etapu \| Klasyfikacja etapu \| Klasyfikacja etapu \| Klasyfikacja etapu \| \| Kolarz \| Kolarz \| Państwo \| Drużyna \| Czas \| \| ------------------ \| -------------------------- \| ------------------ \| -------------------------- \| ------------------ \| \| 1. \| Lenny Martinez \| Francja \| Bahrain Victorious \| 3h 34' 18" \| \| 2. \| Jonas Vingegaard \| Dania \| Team Visma \\| Lease a Bike \| + 34" \| \| 3. \| Tadej Pogačar \| Słowenia \| UAE Team Emirates XRG \| + 34" \| \| 4. \| Matteo Jorgenson \| Stany Zjednoczone \| Team Visma \\| Lease a Bike \| + 40" \| \| 5. \| Remco Evenepoel \| Belgia \| Soudal Quick-Step \| + 40" \| \| 6. \| Enric Mas \| Hiszpania \| Movistar Team \| + 45" \| \| 7. \| Florian Lipowitz \| Niemcy \| Red Bull-Bora-Hansgrohe \| + 47" \| \| 8. \| Tobias Halland Johannessen \| Norwegia \| Uno-X Mobility \| + 47" \| \| 9. \| Ben Healy \| Irlandia \| EF Education-EasyPost \| + 1' 01" \| \| 10. \| Sepp Kuss \| Stany Zjednoczone \| Team Visma \\| Lease a Bike \| + 1' 01" \| |                            |                   |                            |            |
| |                            |                   |                            |            |
| Źródło: ProCyclingStats |                            |                   |                            |            |
| Klasyfikacja etapu |                            |                   |                            |            |
| Kolarz | Kolarz                     | Państwo           | Drużyna                    | Czas       |
| 1. | Lenny Martinez             | Francja           | Bahrain Victorious         | 3h 34' 18" |
| 2. | Jonas Vingegaard           | Dania             | Team Visma \| Lease a Bike | + 34"      |
| 3. | Tadej Pogačar              | Słowenia          | UAE Team Emirates XRG      | + 34"      |
| 4. | Matteo Jorgenson           | Stany Zjednoczone | Team Visma \| Lease a Bike | + 40"      |
| 5. | Remco Evenepoel            | Belgia            | Soudal Quick-Step          | + 40"      |
| 6. | Enric Mas                  | Hiszpania         | Movistar Team              | + 45"      |
| 7. | Florian Lipowitz           | Niemcy            | Red Bull-Bora-Hansgrohe    | + 47"      |
| 8. | Tobias Halland Johannessen | Norwegia          | Uno-X Mobility             | + 47"      |
| 9. | Ben Healy                  | Irlandia          | EF Education-EasyPost      | + 1' 01"   |
| 10. | Sepp Kuss                  | Stany Zjednoczone | Team Visma \| Lease a Bike | + 1' 01"   |

## Klasyfikacje

### Klasyfikacja generalna
| \| Klasyfikacja generalna \| Klasyfikacja generalna \| Klasyfikacja generalna \| Klasyfikacja generalna \| Klasyfikacja generalna \| \| Kolarz \| Kolarz \| Państwo \| Drużyna \| Czas \| \| ---------------------- \| -------------------------- \| ---------------------- \| -------------------------- \| ---------------------- \| \| 1. \| Tadej Pogačar \| Słowenia \| UAE Team Emirates XRG \| 29h 19' 46" \| \| 2. \| Jonas Vingegaard \| Dania \| Team Visma \\| Lease a Bike \| + 59" \| \| 3. \| Florian Lipowitz \| Niemcy \| Red Bull-Bora-Hansgrohe \| + 2' 38" \| \| 4. \| Remco Evenepoel \| Belgia \| Soudal Quick-Step \| + 4' 12" \| \| 5. \| Tobias Halland Johannessen \| Norwegia \| Uno-X Mobility \| + 6' 12" \| \| 6. \| Matteo Jorgenson \| Stany Zjednoczone \| Team Visma \\| Lease a Bike \| + 7' 28" \| \| 7. \| Enric Mas \| Hiszpania \| Movistar Team \| + 7' 57" \| \| 8. \| Paul Seixas \| Francja \| Decathlon-AG2R La Mondiale \| + 8' 25" \| \| 9. \| Carlos Rodríguez \| Hiszpania \| Ineos Grenadiers \| + 8' 57" \| \| 10. \| Guillaume Martin-Guyonnet \| Francja \| Groupama-FDJ \| + 10' 01" \| |                            |                   |                            |             |
| |                            |                   |                            |             |
| Źródła: ProCyclingStats Cycling Quotient |                            |                   |                            |             |
| Klasyfikacja generalna |                            |                   |                            |             |
| Kolarz | Kolarz                     | Państwo           | Drużyna                    | Czas        |
| 1. | Tadej Pogačar              | Słowenia          | UAE Team Emirates XRG      | 29h 19' 46" |
| 2. | Jonas Vingegaard           | Dania             | Team Visma \| Lease a Bike | + 59"       |
| 3. | Florian Lipowitz           | Niemcy            | Red Bull-Bora-Hansgrohe    | + 2' 38"    |
| 4. | Remco Evenepoel            | Belgia            | Soudal Quick-Step          | + 4' 12"    |
| 5. | Tobias Halland Johannessen | Norwegia          | Uno-X Mobility             | + 6' 12"    |
| 6. | Matteo Jorgenson           | Stany Zjednoczone | Team Visma \| Lease a Bike | + 7' 28"    |
| 7. | Enric Mas                  | Hiszpania         | Movistar Team              | + 7' 57"    |
| 8. | Paul Seixas                | Francja           | Decathlon-AG2R La Mondiale | + 8' 25"    |
| 9. | Carlos Rodríguez           | Hiszpania         | Ineos Grenadiers           | + 8' 57"    |
| 10. | Guillaume Martin-Guyonnet  | Francja           | Groupama-FDJ               | + 10' 01"   |

| Klasyfikacja punktowa | Klasyfikacja punktowa | Klasyfikacja punktowa | Klasyfikacja punktowa      | Klasyfikacja punktowa |
| Kolarz                | Kolarz                | Państwo               | Drużyna                    | Punkty                |
| --------------------- | --------------------- | --------------------- | -------------------------- | --------------------- |
| 1.                    | Tadej Pogačar         | Słowenia              | UAE Team Emirates XRG      | 79 pkt                |
| 2.                    | Mathieu van der Poel  | Holandia              | Alpecin-Deceuninck         | 79 pkt                |
| 3.                    | Jonas Vingegaard      | Dania                 | Team Visma \| Lease a Bike | 70 pkt                |
| 4.                    | Remco Evenepoel       | Belgia                | Soudal Quick-Step          | 55 pkt                |
| 5.                    | Florian Lipowitz      | Niemcy                | Red Bull-Bora-Hansgrohe    | 48 pkt                |
| 6.                    | Jonathan Milan        | Włochy                | Lidl-Trek                  | 41 pkt                |
| 7.                    | Axel Laurance         | Francja               | Ineos Grenadiers           | 36 pkt                |
| 8.                    | Louis Barré           | Francja               | Intermarché-Wanty          | 33 pkt                |
| 9.                    | Bastien Tronchon      | Francja               | Decathlon-AG2R La Mondiale | 32 pkt                |
| 10.                   | Fred Wright           | Wielka Brytania       | Bahrain Victorious         | 32 pkt                |

| Klasyfikacja punktowa | Klasyfikacja punktowa | Klasyfikacja punktowa | Klasyfikacja punktowa      | Klasyfikacja punktowa |
| Kolarz                | Kolarz                | Państwo               | Drużyna                    | Punkty                |
| --------------------- | --------------------- | --------------------- | -------------------------- | --------------------- |
| 1.                    | Tadej Pogačar         | Słowenia              | UAE Team Emirates XRG      | 79 pkt                |
| 2.                    | Mathieu van der Poel  | Holandia              | Alpecin-Deceuninck         | 79 pkt                |
| 3.                    | Jonas Vingegaard      | Dania                 | Team Visma \| Lease a Bike | 70 pkt                |
| 4.                    | Remco Evenepoel       | Belgia                | Soudal Quick-Step          | 55 pkt                |
| 5.                    | Florian Lipowitz      | Niemcy                | Red Bull-Bora-Hansgrohe    | 48 pkt                |
| 6.                    | Jonathan Milan        | Włochy                | Lidl-Trek                  | 41 pkt                |
| 7.                    | Axel Laurance         | Francja               | Ineos Grenadiers           | 36 pkt                |
| 8.                    | Louis Barré           | Francja               | Intermarché-Wanty          | 33 pkt                |
| 9.                    | Bastien Tronchon      | Francja               | Decathlon-AG2R La Mondiale | 32 pkt                |
| 10.                   | Fred Wright           | Wielka Brytania       | Bahrain Victorious         | 32 pkt                |

| Klasyfikacja górska | Klasyfikacja górska     | Klasyfikacja górska | Klasyfikacja górska        | Klasyfikacja górska |
| Kolarz              | Kolarz                  | Państwo             | Drużyna                    | Punkty              |
| ------------------- | ----------------------- | ------------------- | -------------------------- | ------------------- |
| 1.                  | Bruno Armirail          | Francja             | Decathlon-AG2R La Mondiale | 36 pkt              |
| 2.                  | Tadej Pogačar           | Słowenia            | UAE Team Emirates XRG      | 33 pkt              |
| 3.                  | Sergio Higuita          | Kolumbia            | XDS Astana Team            | 27 pkt              |
| 4.                  | Jonas Vingegaard        | Dania               | Team Visma \| Lease a Bike | 26 pkt              |
| 5.                  | Lenny Martinez          | Francja             | Bahrain Victorious         | 23 pkt              |
| 6.                  | Juan Guillermo Martínez | Kolumbia            | Team Picnic-PostNL         | 18 pkt              |
| 7.                  | Romain Bardet           | Francja             | Team Picnic-PostNL         | 16 pkt              |
| 8.                  | Florian Lipowitz        | Niemcy              | Red Bull-Bora-Hansgrohe    | 15 pkt              |
| 9.                  | Mathieu van der Poel    | Holandia            | Alpecin-Deceuninck         | 14 pkt              |
| 10.                 | Alex Baudin             | Francja             | EF Education-EasyPost      | 13 pkt              |

| Klasyfikacja górska | Klasyfikacja górska     | Klasyfikacja górska | Klasyfikacja górska        | Klasyfikacja górska |
| Kolarz              | Kolarz                  | Państwo             | Drużyna                    | Punkty              |
| ------------------- | ----------------------- | ------------------- | -------------------------- | ------------------- |
| 1.                  | Bruno Armirail          | Francja             | Decathlon-AG2R La Mondiale | 36 pkt              |
| 2.                  | Tadej Pogačar           | Słowenia            | UAE Team Emirates XRG      | 33 pkt              |
| 3.                  | Sergio Higuita          | Kolumbia            | XDS Astana Team            | 27 pkt              |
| 4.                  | Jonas Vingegaard        | Dania               | Team Visma \| Lease a Bike | 26 pkt              |
| 5.                  | Lenny Martinez          | Francja             | Bahrain Victorious         | 23 pkt              |
| 6.                  | Juan Guillermo Martínez | Kolumbia            | Team Picnic-PostNL         | 18 pkt              |
| 7.                  | Romain Bardet           | Francja             | Team Picnic-PostNL         | 16 pkt              |
| 8.                  | Florian Lipowitz        | Niemcy              | Red Bull-Bora-Hansgrohe    | 15 pkt              |
| 9.                  | Mathieu van der Poel    | Holandia            | Alpecin-Deceuninck         | 14 pkt              |
| 10.                 | Alex Baudin             | Francja             | EF Education-EasyPost      | 13 pkt              |

| Klasyfikacja młodzieżowa | Klasyfikacja młodzieżowa | Klasyfikacja młodzieżowa | Klasyfikacja młodzieżowa   | Klasyfikacja młodzieżowa |
| Kolarz                   | Kolarz                   | Państwo                  | Drużyna                    | Czas                     |
| ------------------------ | ------------------------ | ------------------------ | -------------------------- | ------------------------ |
| 1.                       | Florian Lipowitz         | Niemcy                   | Red Bull-Bora-Hansgrohe    |                          |
| 2.                       | Remco Evenepoel          | Belgia                   | Soudal Quick-Step          | + 1' 43"                 |
| 3.                       | Paul Seixas              | Francja                  | Decathlon-AG2R La Mondiale | + 5' 47"                 |
| 4.                       | Carlos Rodríguez         | Hiszpania                | Ineos Grenadiers           | + 6' 19"                 |
| 5.                       | Ben Tulett               | Wielka Brytania          | Team Visma \| Lease a Bike | +                        |
| 6.                       | Mathys Rondel            | Francja                  | Tudor Pro Cycling Team     | +                        |
| 7.                       | Lenny Martinez           | Francja                  | Bahrain Victorious         | +                        |
| 8.                       | Louis Barré              | Francja                  |                            | + 39' 25"                |
| 9.                       | Ben Healy                | Irlandia                 | EF Education-EasyPost      | + 45' 13"                |
| 10.                      | Iván Romeo               | Hiszpania                | Movistar Team              | + 46' 37"                |

| Klasyfikacja młodzieżowa | Klasyfikacja młodzieżowa | Klasyfikacja młodzieżowa | Klasyfikacja młodzieżowa   | Klasyfikacja młodzieżowa |
| Kolarz                   | Kolarz                   | Państwo                  | Drużyna                    | Czas                     |
| ------------------------ | ------------------------ | ------------------------ | -------------------------- | ------------------------ |
| 1.                       | Florian Lipowitz         | Niemcy                   | Red Bull-Bora-Hansgrohe    |                          |
| 2.                       | Remco Evenepoel          | Belgia                   | Soudal Quick-Step          | + 1' 43"                 |
| 3.                       | Paul Seixas              | Francja                  | Decathlon-AG2R La Mondiale | + 5' 47"                 |
| 4.                       | Carlos Rodríguez         | Hiszpania                | Ineos Grenadiers           | + 6' 19"                 |
| 5.                       | Ben Tulett               | Wielka Brytania          | Team Visma \| Lease a Bike | +                        |
| 6.                       | Mathys Rondel            | Francja                  | Tudor Pro Cycling Team     | +                        |
| 7.                       | Lenny Martinez           | Francja                  | Bahrain Victorious         | +                        |
| 8.                       | Louis Barré              | Francja                  |                            | + 39' 25"                |
| 9.                       | Ben Healy                | Irlandia                 | EF Education-EasyPost      | + 45' 13"                |
| 10.                      | Iván Romeo               | Hiszpania                | Movistar Team              | + 46' 37"                |

| Klasyfikacja drużynowa | Klasyfikacja drużynowa     | Klasyfikacja drużynowa | Klasyfikacja drużynowa |
| Drużyna                | Drużyna                    | Państwo                | Czas                   |
| ---------------------- | -------------------------- | ---------------------- | ---------------------- |
| 1.                     | Team Visma \| Lease a Bike | Holandia               |                        |

| Klasyfikacja drużynowa | Klasyfikacja drużynowa     | Klasyfikacja drużynowa | Klasyfikacja drużynowa |
| Drużyna                | Drużyna                    | Państwo                | Czas                   |
| ---------------------- | -------------------------- | ---------------------- | ---------------------- |
| 1.                     | Team Visma \| Lease a Bike | Holandia               |                        |

### Liderzy klasyfikacji
| Etap   |                            | Pierwsze miejsce _ | Klasyfikacja generalna | Punktowa             | Górska         | Młodzieżowa      | Najaktywniejszych    | Drużynowa                  |
| ------ | -------------------------- | ------------------ | ---------------------- | -------------------- | -------------- | ---------------- | -------------------- | -------------------------- |
| 1      | pagórkowaty                | Tadej Pogačar      | Tadej Pogačar          | Tadej Pogačar        | Paul Ourselin  | Remco Evenepoel  | Pierre Thierry       | Team Visma \| Lease a Bike |
| 2      | pagórkowaty                | Jonathan Milan     | Jonathan Milan         | Mathieu van der Poel | Paul Ourselin  | Jonathan Milan   | Paul Ourselin        | Team Visma \| Lease a Bike |
| 3      | pagórkowaty                | Iván Romeo         | Iván Romeo             | Mathieu van der Poel | Paul Ourselin  | Iván Romeo       | Mathieu van der Poel | Movistar Team              |
| 4      | jazda indywidualna na czas | Remco Evenepoel    | Remco Evenepoel        | Mathieu van der Poel | Paul Ourselin  | Remco Evenepoel  | brak danych          | Team Visma \| Lease a Bike |
| 5      | pagórkowaty                | Jake Stewart       | Remco Evenepoel        | Mathieu van der Poel | Paul Ourselin  | Remco Evenepoel  | Benjamin Thomas      | Team Visma \| Lease a Bike |
| 6      | górzysty                   | Tadej Pogačar      | Tadej Pogačar          | Mathieu van der Poel | Alex Baudin    | Florian Lipowitz | Alex Baudin          | Team Visma \| Lease a Bike |
| 7      | górski                     | Tadej Pogačar      | Tadej Pogačar          | Tadej Pogačar        | Tadej Pogačar  | Florian Lipowitz | Romain Bardet        | Team Visma \| Lease a Bike |
| 8      | górski                     | Lenny Martinez     | Tadej Pogačar          | Tadej Pogačar        | Bruno Armirail | Florian Lipowitz | Mathieu van der Poel | Team Visma \| Lease a Bike |
| Koniec | Koniec                     |                    | Tadej Pogačar          | Tadej Pogačar        | Bruno Armirail | Florian Lipowitz | brak danych          | Team Visma \| Lease a Bike |